# 布里昆
49°37′21″N 24°37′35″E / 49.62250°N 24.62639°E

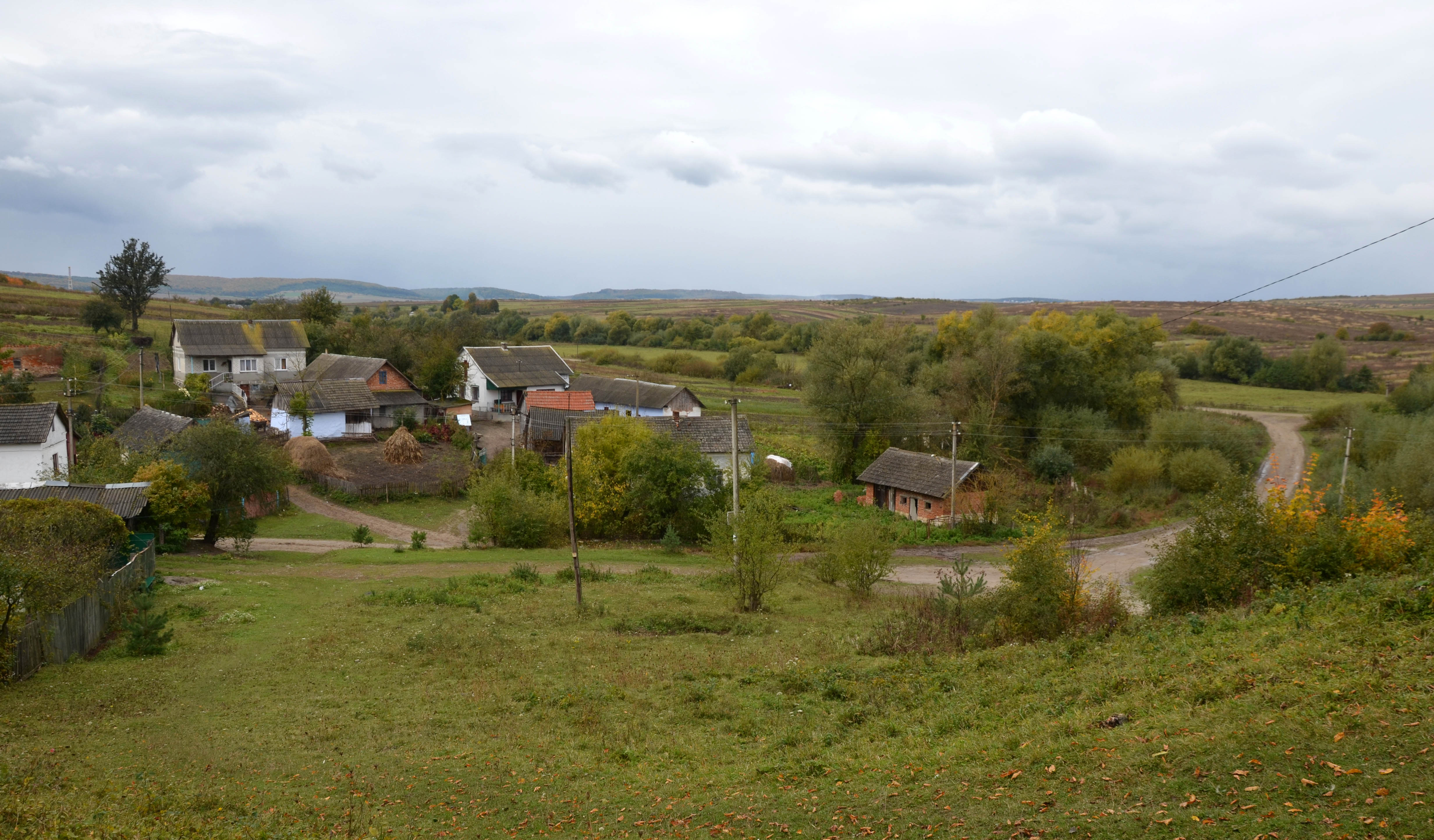

布里昆（烏克蘭語：Брикун），是烏克蘭西部的村莊，隸屬利維夫州的利維夫區。該村處於馬魯什卡河畔，面積0.72平方公里，海拔高度276米，2001年人口90。